# Understanding What We've Grown to Be
Understanding What We've Grown to Be es el segundo álbum de estudio de la banda estadounidense de metalcore We Came as Romans. Fue lanzado el 13 de septiembre de 2011 a través de Equal Vision Records. Debutó y alcanzó su punto máximo en el número 21 en el Billboard 200 la semana siguiente, así como en el número 5, 7 y 10 en las listas de Hard Rock, Independent y Rock Album.
El primer sencillo del álbum, "Mis//Understanding", estaba disponible para su transmisión antes del lanzamiento del álbum y fue lanzado para descarga digital el 5 de julio de 2011 junto con la canción principal "Understanding What We Grown to Be".
El 10 de abril de 2013, el álbum fue reeditado en una edición física de lujo, con sus tres sencillos más "Hope", "The King of Silence" y "Let These Words Last Forever", así como un DVD con imágenes de la gira, entrevistas. y segmentos de presentaciones en vivo.

## Antecedentes
Understanding What We Grown to Be se grabó durante dos sesiones, la primera del 16 de febrero al 10 de marzo de 2011 y la segunda del 16 de mayo al 23 de junio de 2011. El 22 de junio, el primer sencillo "Mis//Understanding" surgió a través del canal oficial de YouTube de Equal Vision. Un día después, la canción principal también se lanzó para escuchar gratis. "Mis//Understanding" fue lanzado como sencillo oficial en iTunes el 5 de julio de 2011, que incluía "Understanding What We Grown To Be" como pista extra. El 14 de julio de 2011, la portada del álbum fue lanzada a través de un rompecabezas en la página de inicio de la banda. En agosto de 2011, la producción del disco se completó y la distribución comenzó en breve. El 22 de agosto de 2011, se anunció la duración de cada canción.

## Estilo musical y letras
Según Equal Vision, "musical y líricamente, Understanding What We Grown to Be tiene un tono mucho más oscuro que su lanzamiento anterior, To Plant a Seed. Si bien mantiene el tema general de positividad y hermandad de la banda, el nuevo material adquiere un enfoque más directo de las luchas de la vida y los desafíos de crecer".
Las letras siguen una especie de tema de 'oscuro a claro' a medida que avanza el álbum. "Nosotros, como banda, descubrimos mucha negatividad en nuestro estilo de vida que realmente no habíamos notado o notado en el pasado y este CD trata mucho sobre lidiar con eso y sobrellevar cuando las cosas salen al revés de cómo lo harías. imaginaba que lo harían".

## Lista de canciones
| N.º | Título                                           | Duración |  |
| 1.  | «Mis//Understanding»                             | 3:57     |  |
| 2.  | «Everything as Planned»                          | 3:39     |  |
| 3.  | «What I Wished I Never Had»                      | 4:01     |  |
| 4.  | «Cast the First Stone»                           | 3:35     |  |
| 5.  | «The Way That We Have Been»                      | 3:44     |  |
| 6.  | «A War Inside»                                   | 5:21     |  |
| 7.  | «Stay Inspired»                                  | 3:34     |  |
| 8.  | «Just Keep Breathing»                            | 4:00     |  |
| 9.  | «Views That Never Cease, to Keep Me from Myself» | 3:48     |  |
| 10. | «What My Heart Held»                             | 4:06     |  |
| 11. | «I Can't Make Your Decisions for You»            | 3:43     |  |
| 12. | «Understanding What We've Grown to Be»           | 4:15     |  |

Bonus track (Europa)
| European bonus track |                                                          |          |  |
| N.º                  | Título                                                   | Duración |  |
| 13.                  | «Roads That Don't End and Views That Never Cease» (live) | 3:55     |  |

Bonus track (Japón)
| Japan bonus track |                     |          |  |
| N.º               | Título              | Duración |  |
| 13.               | «Intentions» (live) | 3:06     |  |

Edición de lujo
| Deluxe edition |                                                  |          |  |
| N.º            | Título                                           | Duración |  |
| 1.             | «Hope»                                           | 4:10     |  |
| 2.             | «The King of Silence»                            | 4:36     |  |
| 3.             | «Let These Words Last Forever»                   | 3:42     |  |
| 4.             | «Mis//Understanding»                             | 3:57     |  |
| 5.             | «Everything as Planned»                          | 3:39     |  |
| 6.             | «What I Wished I Never Had»                      | 4:01     |  |
| 7.             | «Cast the First Stone»                           | 3:35     |  |
| 8.             | «The Way That We Have Been»                      | 3:44     |  |
| 9.             | «A War Inside»                                   | 5:21     |  |
| 10.            | «Stay Inspired»                                  | 3:34     |  |
| 11.            | «Just Keep Breathing»                            | 4:00     |  |
| 12.            | «Views That Never Cease, to Keep Me from Myself» | 3:48     |  |
| 13.            | «What My Heart Held»                             | 4:06     |  |
| 14.            | «I Can't Make Your Decisions for You»            | 3:43     |  |
| 15.            | «Understanding What We've Grown to Be»           | 4:15     |  |

## Posicionamiento en lista
| Lista (2011)                          | Posiciones |
| ------------------------------------- | ---------- |
| Estados Unidos (Billboard 200)        | 10         |
| Estados Unidos (Top Hard Rock Albums) | 5          |
| Estados Unidos (Independent Albums)   | 7          |
| Estados Unidos (Top Rock Albums)      | 10         |